# یانگ یانگ
یانگ یانگ (چینی ساده: 杨洋; چینی سنتی: 楊洋؛ زادهٔ ۹ سپتامبر ۱۹۹۱) بازیگر اهل چین است. او حرفهٔ بازیگری خود را با بازی در مجموعهٔ چینی رؤیای عمارت قرمز (۲۰۱۰) آغاز کرد و از آن زمان در فیلم‌ها و مجموعه‌های تلویزیونی مختلفی حضور پیدا کرده‌است.

## اوایل زندگی
یانگ یانگ، در سن ۱۱ سالگی در دپارتمان رقص آکادمی هنر ارتش آزادی‌بخش خلق در چین نام‌نویسی کرد. او همچنین برای مدتی در آکادمی مرکزی تئاتر تحصیل کرده‌است.

## فیلم‌شناسی

### فیلم ها
| سال  | عنوان فارسی             | عنوان چینی       | نقش          | منابع |
| ---- | ----------------------- | ---------------- | ------------ | ----- |
| ۲۰۱۱ | تأسیس یک حزب            | 建党伟业         | یان کایژی    | [ ۳ ] |
| ۲۰۱۲ | تجدید دیدار شاد         | 饮食男女۲۰۱۲     | شیژه (جوانی) | [ ۴ ] |
| ۲۰۱۵ | سبکی غیرقابل تحمل بازرس | 暴走神探         | ژانشی وو     | [ ۵ ] |
| ۲۰۱۵ | گوش چپ                  | 左耳             | شو یی        | [ ۶ ] |
| ۲۰۱۶ | من به تو تعلق داشتم     | 从你的全世界路过 | مائو شیبا    | [ ۷ ] |
| ۲۰۱۷ | روزی روزگاری            | 三生三世十里桃花 | یه هوا       | [ ۸ ] |
| ۲۰۲۰ | ونگارد                  | 急先锋           | لی ژن یو     | [ ۹ ] |

2022 حکم ران جهان